# Parlamento Mundial de Religiões

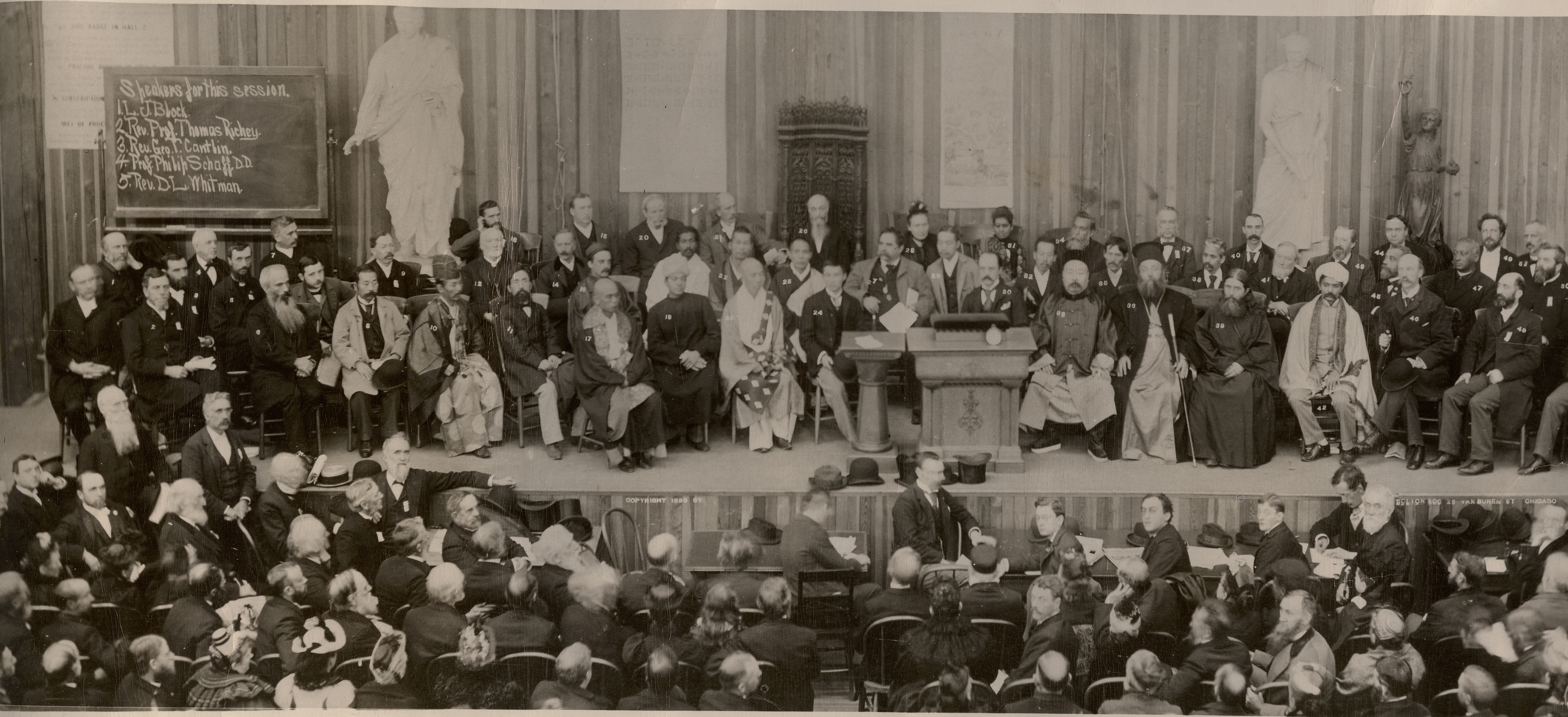
Reunião em Estados Unidos em 1893

O Parlamento Mundial de Religiões ou Parlamento das Religiões do Mundo é uma organização internacional não governamental de diálogo inter-religioso e ecuménico que nasceu em Chicago entre 11 de setembro e 27 de setembro de 1893.

## História
Foi a primeira vez na história humana que se tentou criar um foro de diálogo entre todas as religiões mundiais. Entre as figuras presentes, encontravam-se o famoso predicador budista Anagarika Dharmapala, representante do budismo Teravada, e o guru indiano Swami Vivekananda.
No entanto, foi só em 1988 que se formou o Conselho do Parlamento Mundial de Religiões, que preparou o congresso de 1993 em celebração ao centésimo aniversário do Parlamento. Em 1993, cem anos após sua primeira edição, se realizou, novamente, o Parlamento Mundial das Religiões. O simpósio realizou-se em Chicago e foi assistido por cerca de 8 000 pessoas de todo mundo e de uma grande variedade de religiões, baseando-se nas ideias da tolerância, paz e convivência respeitosa.
Outros congressos do Parlamento foram:
- Cidade do Cabo, 1999 (7000 pessoas, focou na luta contra a AIDS);
- Barcelona, 2004 (8000 assistentes, celebrou-se dentro do marco do Fórum Universal das Culturas 2004);
- Monterrey, 2007 (continuação do Foro Universal das Culturas);
- 2009, em Melbourne, que focou na consciência ambiental e no aquecimento global. A religião aborígene australiana exerceu o papel de "religião anfitriã". Deu-se ênfase ao diálogo entre as diferentes religiões, especialmente entre judaísmo, cristianismo, islamismo, hinduísmo, budismo, siquismo, fé bahá'í, neopaganismo e a espiritualidade dos povos indígenas.

| Parlamento Mundial das Religiões        |                                    |
| De 11 a 27 de setembro de 1893          | Chicago, nos Estados Unidos        |
| De 28 de agosto a 4 de Setembro de 1993 | Chicago, nos Estados Unidos        |
| De 1 a 8 de dezembro de 1999            | Cidade do Cabo, na África do Sul   |
| De 7 a 13 de julho de 2004              | Barcelona, na Espanha              |
| De 3 a 9 de dezembro de 2009            | Melbourne, na Austrália            |
| De 15 a 19 de outubro de 2015           | Salt Lake City, nos Estados Unidos |